# Оно, Синдзи
Синдзи Оно (яп. 小野 伸二; англ. Shinji Ono; род. 27 сентября 1979, Нумадзу, Сидзуока) — японский футболист, полузащитник. Обладатель кубка Азии по футболу 2000 года. Победитель Лиги чемпионов АФК 2007 года.

## Биография
Талант Оно с самого детства обратил на себя внимание специалистов. Уже в 13 лет Оно выступал за юношескую сборную Японии (до 16 лет). Дебютировал в сборной Японии в возрасте 18 лет. В 2001 году подписал контракт с голландским «Фейеноордом», с которым выиграл Кубок УЕФА. 28 сентября 2012 года подписал контракт с клубом-новичком чемпионата Австралии «Уэстерн Сидней Уондерерс». Участник трёх чемпионатов мира 1998, 2002 и 2006 годов.

## Титулы и достижения
- Финалист Кубка Нидерландов: 2002/03
- Чемпион Японии: 2006
- Обладатель Кубка Императора: 2006
- Обладатель Суперкубка Японии: 2006
- Вице-чемпион Австралии: 2012/13
- Победитель регулярного турнира чемпионата Австралии: 2012/13
- Обладатель Кубка УЕФА: 2001/02
- Победитель Лиги чемпионов АФК: 2007
- Чемпион Азии (юноши до 16 лет): 1994
- Чемпион Азии: 2000
- Лучший новичок Джей-лиги: 1998
- Футболист года в Азии: 2002